# Дамаскин (Кораву)
Епи́скоп Дамаски́н (рум. Episcop Damaschin, в миру Димитрие Кораву, рум. Dimitrie Coravu; 14 сентября 1940, Крайова — 23 апреля 2009, Бухарест) — епископ Румынской православной церкви, епископ Слобозийский и Кэлэрашский (Митрополия Мунтении и Добруджи).

## Биография
В 1946—1953 годы обучался в начальной и средней школы в коммуне Бораску-Горж. В 1956—1961 годы окончил духовную семинарию в Крайове. В 1961—1965 годы обучался в Университетском Богословском институте в Бухаресте. В 1965—1968 годы обучался там же в докторантуре по специальности «История Румынской православной церкви». В 1968—1970 годы был профессором духовной семинарии в Крайове. В 1970 году поступил в докторантуру на богословский факультет Афинского университета.
В 1975 году был членом делегации Румынской православной церкви на пятом общем собрании Всемирного совета церквей в Найроби. Участвовал в различных встречах экуменистского характера (Патмос 1975, Афины 1978, Крит 1978 и др.).
В 1979 году защитил в Афинском университете докторскую диссертацию «Молитва Господня. Филологическое, историко-теологическое и герменевтическое исследование». В 1979—1980 годы вновь профессор духовной семинарии в Крайове.
В 1980 году в Монастыре Житяну был пострижен в монашество с именем Дамаскин. В том же году рукоположен в сан иеромонаха и возведён в сан архимандрита.
16 июля 1980 года был избран викарным епископом Крайовоской архиепископии с титулом «Северинский». 21 сентября того же года состоялась его хиротония.
В 1986 году становится греческого общества библеистики. В 1990 году стал председателем редакционной коллегии издания «Вестник Православия» — периодического издания Румынского Патриархата, посвящённого церковным новостям, богословию и духовности. С 1992 года — заместитель председателя межконфессионального Библейского общества Румынии; В 1992—2000 годы — декан богословского факультета Крайовского университета.
24 февраля 2000 года Церковной избирательной коллегией был избран епископом Слобозийским и Кэлэрашским. В том же году избран пожизненным сенатором университета Крайова.
13-15 сентября того же года выдвигался на пост архиепископа Крайовского и митрополита Олтенского, но уступил епископу Феофану (Саву).
Скончался 23 апреля 2009 года около 22.00 в Бухарестской военном госпитале после инсульта.